# Punta Baja (Sandwich del Sur)
La Punta Baja (en inglés: Braces Point) es un cabo que marca el extremo noreste de la isla Vindicación del archipiélago Candelaria en las islas Sandwich del Sur. Abriéndose en las aguas del canal Nelson, se halla cercana a la roca Pantalón y la roca Cook.

## Toponimia
La punta fue cartografiada y nombrada en inglés Low Point por su forma peculiar en 1930 por el personal de Investigaciones Discovery del buque británico RRS Discovery II. Luego el topónimo fue traducido al castellano. Para evitar duplicaciones con otros accidentes geográficos, en 1971, el Comité Antártico de Lugares Geográficos del Reino Unido la renombró como Braces Point, haciendo referencia a la forma bífida de este cabo (similar a unos tirantes —«braces» en inglés—), como así también relacionándola con la cercana roca Pantalón.
La isla nunca fue habitada ni ocupada, y es reclamada por el Reino Unido como parte del territorio británico de ultramar de las Islas Georgias del Sur y Sandwich del Sur y por la República Argentina, que la hace parte del departamento Islas del Atlántico Sur dentro de la provincia de Tierra del Fuego, Antártida e Islas del Atlántico Sur.